# 甲相駿三国同盟
甲相駿三国同盟（こうそうすんさんごくどうめい）とは、天文23年（1554年）に結ばれた、日本の戦国時代における和平協定のひとつである。永禄10年（1567年）の今川家による塩止めにて破綻。甲相駿はそれぞれ甲斐・相模・駿河を指し、この時それぞれを治めていた武田信玄・北条氏康・今川義元の3者の合意によるもの。締結時に3者が会合したという伝説（後述）から善徳寺の会盟（）とも呼ばれている。同盟の名としては、それぞれの国をあらわす甲、相、駿の順番は定まってはおらず、文献・研究者・機関などによっては順番が異なる。

## 同盟締結の背景
戦国期には地位としての戦国大名の確立にともに大名による国内統一が行われ、大名領国の拡大に伴い領国同士の境界紛争が生じ、戦争や和睦や同盟といった外交関係がもたれるようになった。甲斐・駿河・相模の三国においても守護武田氏や今川氏、後北条氏による大名領国が形成され、領国間に存在する国衆などを通じて境界紛争や和睦など外交関係をもつようになっていた。
戦国大名同士の同盟は、歴史学者の藤木久志によれば攻守軍事協定・相互不可侵協定・領土協定・婚姻の4つの要素から成立し、甲相駿三国においても戦争・和平を繰り返しながらそれぞれの要素を満たして同盟関係の成立に至り、東国情勢に大きな影響を及ぼした同盟として機能した。

### 戦国期武田氏の外交関係
甲斐国では応永23年（1416年）の上杉禅秀の乱を契機に守護武田信満が没落したため国衆が台頭し、守護武田家内部の内訌と有力国衆の抗争、関東情勢の影響が複雑に関係し、有力国衆は駿河今川氏や相模後北条氏、信濃国衆ら国外勢力と結び、甲斐の国は波乱の様相を示していた。信虎期には甲斐国内の統一が達成され、信虎は天文6年（1537年）には娘（於豊）が今川義元に嫁いだことで甲斐武田氏と駿河今川氏との間で同盟が成立した（甲駿同盟）。さらに、信濃諏訪氏や上野の関東管領山内上杉氏（当主は上杉憲政）、武蔵扇谷上杉氏と同盟を結び、武田信虎は信濃佐久・小県方面への侵攻を志向していたが、両上杉氏と同盟したため相模の後北条氏とは敵対関係になった。なお、武田信虎は上杉朝興の娘を嫡子の晴信（信玄）の正室に迎えて扇谷上杉氏との関係強化を図ったものの、晴信夫人は間もなく死去している。その後、武田晴信の継室には、今川の仲介で公家の三条公頼の娘（三条の方）が嫁いだ。
天文10年（1541年）6月に武田家では信虎嫡子の武田晴信（信玄）が父・武田信虎を駿河今川家へ追放する事件が起こり、この時より、武田晴信が武田家の新たな当主になった。ところが7月に入ると武田氏の混乱に乗じて山内上杉家が突如、信濃佐久・小県方面への侵攻を行い、武田信虎時代に武田氏が獲得した地域を奪っていった。この事態に甲斐の武田晴信は翌天文11年に信濃諏訪氏との同盟を手切とし、諏訪侵攻を行った。さらに武田晴信は天文13年（1544年）に相模北条氏との和睦を進め（この段階で甲相同盟が結ばれていたとする見方もある）、翌天文14年には今川・北条間の第二次河東一乱を調停し、今川・北条に山内上杉氏を加えた三者間での和睦を成立させる。その後、相模の後北条氏と山内上杉氏の和睦は崩壊し、再び敵対関係に入り、河越城の戦いで後北条氏は大勝利した。
天文22年には信玄娘の黄梅院が北条家に嫁ぐなど武田と今川・北条三者の間では和睦と婚姻が行われ三国同盟の下準備が整っていった。そして、甲斐の武田氏は信濃の領国化（信濃侵攻）を本格化させていき、信濃国衆は山内上杉氏を頼りにしていく。天文16年、甲斐の武田軍は佐久郡志賀城攻めを機に山内上杉氏との関係は険悪化していく。
武田氏と今川氏との同盟関係は武田信虎から武田晴信への当主交代以降も継続された。
天文19年（1550年）に義元正室で、嫡男・今川氏真の母である信虎娘が病死するが、天文21年には今川義元娘が晴信嫡男の武田義信に嫁いだことで同盟は維持された。
武田氏が晴信期に外交方針を転換し今川・北条との同盟関係に転じた背景には、武田軍による信濃侵攻の本格化が指摘されている。武田軍の信濃侵攻においては、守護小笠原氏や北信国衆村上氏との抗争が激化し、天文17年（1548年）の上田原の戦いでは、武田軍は大敗している。
こうした経緯から武田氏は今川・北条との同盟関係に積極的だったとされる。この同盟により、武田軍は信濃侵攻を安定して進められるようになり、その後、越後の長尾景虎（上杉謙信）と対決していく（川中島の戦い）。
なお、甲斐においては後北条領国の相模に接する郡内地方には譜代家老の小山田氏、今川領国の駿河に接する河内地方には御一門衆の穴山氏がおり、それぞれ甲相・甲駿関係において取次を務めるなど大名間に存在する国衆として重要な役割をになっている。
甲相関係においては小山田氏が主に取次を担当しているが、宿老で晴信初期に諏訪郡代を務めている板垣信方、晴信側近の駒井高白斎、向山又七郎らが外交に携わっているほか、甘利信忠の関与も可能性が考えられている。なお、小山田氏は後北条氏の軍役帳である『小田原衆所領役帳』にも向山又七郎とともに名が記載されており、後北条氏から取次給を得ていたと考えられている。
甲駿関係においては一門の穴山氏が担当しているが、ほか板垣信方や駒井高白斎の関与が確認されている。

### 北条氏（後北条氏）
相模小田原の北条氏は元々室町幕府の有力な官僚である伊勢氏の出身であり、足利一門である今川氏と近しい関係にあった。北条氏の始祖である伊勢盛時（北条早雲）の姉北川殿は今川義忠の正室であり、義忠と北川殿の子今川氏親（盛時の甥）を盛時が家臣として補佐していたことから、盛時が自立した後も同盟関係（駿相同盟）にあり、今川氏親と寿桂尼の娘の瑞渓院は北条氏康に嫁いで北条氏政を産んでいた。
しかし、天文6年（1537年）に今川家の後継者争い（花倉の乱）に乗じて、武田氏と今川氏が婚姻同盟を結ぶことになると、早雲の後を継いだ氏綱は兵を挙げて駿河東部に侵攻し（河東一乱）両氏と衝突。のちに講和に応じ和平への道を選んだが、緊迫した情勢は続いた。それでも瑞渓院は引き続き北条氏康に嫁いだままであった。
天文15年（1546年）、北条氏は河越夜戦の勝利によって武田・今川の連携を後ろ盾としていた両上杉氏・古河公方を駆逐し関東での支配圏を少しずつ広げていた。その後和睦成ったとはいえ今川氏との緊張は続いたが、関東支配のためには武田氏や今川氏との関係悪化は不利益との判断から、両氏との同盟締結への道を模索していた。

### 今川氏
駿河府中の今川氏は、今川氏輝が北条氏との同盟関係を重視し、武田氏とは敵対していた。
しかし天文5年（1536年）、氏輝の死去によって後を継いだ今川義元は、家督相続に際して、天文6年（1537年）に武田氏と婚姻することで外交方針を転換した。このため北条氏との対立を招き、富士南麓の領土紛争に発展した北条氏との関係は、1545年の講和によって河東の乱と呼ばれた対立はひとまずの沈静をみた。ただし、義元の真意は外交方針の転換では無く、武田・北条双方との同盟関係を維持して国内を安定させる考えであったともされ、それが北条方に受け入れられなかったことが、北条への不信感につながったとする指摘もある。
その一方で今川氏は遠江、三河へ進出し、尾張の織田氏とも対立、天文17年（1548年）の小豆坂の戦いなど大規模な軍の衝突も起きていた。
このように東と西に敵を持つことは戦略上好ましくないと考えた義元は、武田・北条両氏との関係修復の上、新たな盟約を結ぶことを求めた。

## 婚姻同盟の締結
それぞれの利害関係から合意にいたった三国の同盟は、当主である武田信玄、北条氏康、今川義元の娘がお互いの嫡子に嫁ぐ婚姻同盟として成立した。
- 天文21年（1552年）:今川義元の娘嶺松院が 武田信玄の子武田義信に
- 天文22年（1553年）:武田信玄の娘黄梅院が 北条氏康の子北条氏政に
- 天文23年（1554年）:北条氏康の娘早川殿が今川義元の子今川氏真に

このように三国の盟約が実現された。この同盟締結前から今川と武田、今川と北条の間は先述のように婚姻関係が結ばれた親戚であったが、同盟締結で武田と北条の間に初めて婚姻関係が成立した。
なお、北条氏関係については、武田信玄の娘・黄梅院は当初は氏康の嫡男の氏親（新九郎）に嫁がせる予定になっていたが、天文21年3月に氏親が急死したために代わりに後継者になった氏政に嫁ぐことになった。また、早川殿に関しては、彼女の年齢が幼かったためか、氏康の四男である氏規が今川氏への人質として送られている。ただし、かつて氏規の曾祖父である伊勢盛時（北条早雲）は甥である今川氏親から今川氏一門である「御一家衆」として遇され、氏規自身も寿桂尼（氏親正室）の実の孫にあたるため、今川家中では人質ではなく御一家衆として遇されている。

## 同盟の効果
同盟締結による三者の利益は明らかで、
武田氏では、信濃における覇権を確固たるものにするため、天文22年（1553年）から始まる川中島の戦いで越後国上杉氏との数次にわたる争いが本格的になった。この合戦では、甲相同盟により同じく北武蔵において上杉と対決していた北条と相互に兵を出し、今川氏からも援軍が派遣されている。不利な点は、今川氏と北条氏が三河から下総までを支配しているため、日本海側に領地を獲得しない限り直接海に出られない、又交易出来ないということである。
北条氏では、今川氏との友好関係を取り戻し、北武蔵侵攻において武田氏とは上杉謙信という共通の敵を持つことで甲相同盟により後背の憂いをなくし、上杉を名目上の主と仰ぐ、佐竹・宇都宮・長野・里見などに対して関東の平定を押し進めることが可能となった。不利な点は上洛する道を今川氏と武田氏に塞がれていることが挙げられる。ただし北条氏はそもそも上洛を志向していないという説が有力である。また、永禄9年10月26日に今川氏真の名前で駿府の今宿に出された法度に駿河・関東が共に凶作で伊勢国から駿府を経由して関東に売却する米に関しては米座でなく商人頭の友野氏が扱うように命じた規定があり、関東が凶作で北条氏の領国が飢饉に陥った時には今川氏が救援の手を差し伸べていたことが判明する。
今川氏では、新たに影響を及ぼした三河の経営など、領内の支配体制を確立しつつ、戦略面においては争う相手を織田氏のみに絞ることが容易になった。
武田氏の太平洋沿岸への進出が事実上不可能であること、北条氏が将来上洛を企画しても陸路では難しいことを考慮すると、三国同盟は今川氏が最も得をすると考えられる。
その一方で、三国同盟で解決出来なかった問題もあった。例えば、三河・信濃・美濃の国境地帯に勢力を置く、東濃地方の遠山氏は隣の信濃の木曽郡・伊那郡が武田氏の支配下に入ると、その傘下に入って美濃の斎藤道三に反抗しつつ、三河北部にも度々進出して今川氏と戦っている。斎藤氏と織田氏が同盟を結んでいる時期には武田氏が遠山氏の動きを抑えつつ今川氏と共同で対処する方針を取ったが、斎藤道三の死後に織田氏と斎藤氏が敵対関係に入ると、遠山氏の動きも活発化して今川氏の三河進出に支障を来たす事態となった。また、北条氏から早川殿の輿入れの間までの人質として今川氏に送られた北条氏規について、早期返還を求める北条氏側とこのまま今川一門の養子にして氏真の補佐役にしたい今川氏側の思惑が一致せず、少なくても永禄5年（1562年）まで駿府に留め置かれている。

## 善得寺会盟

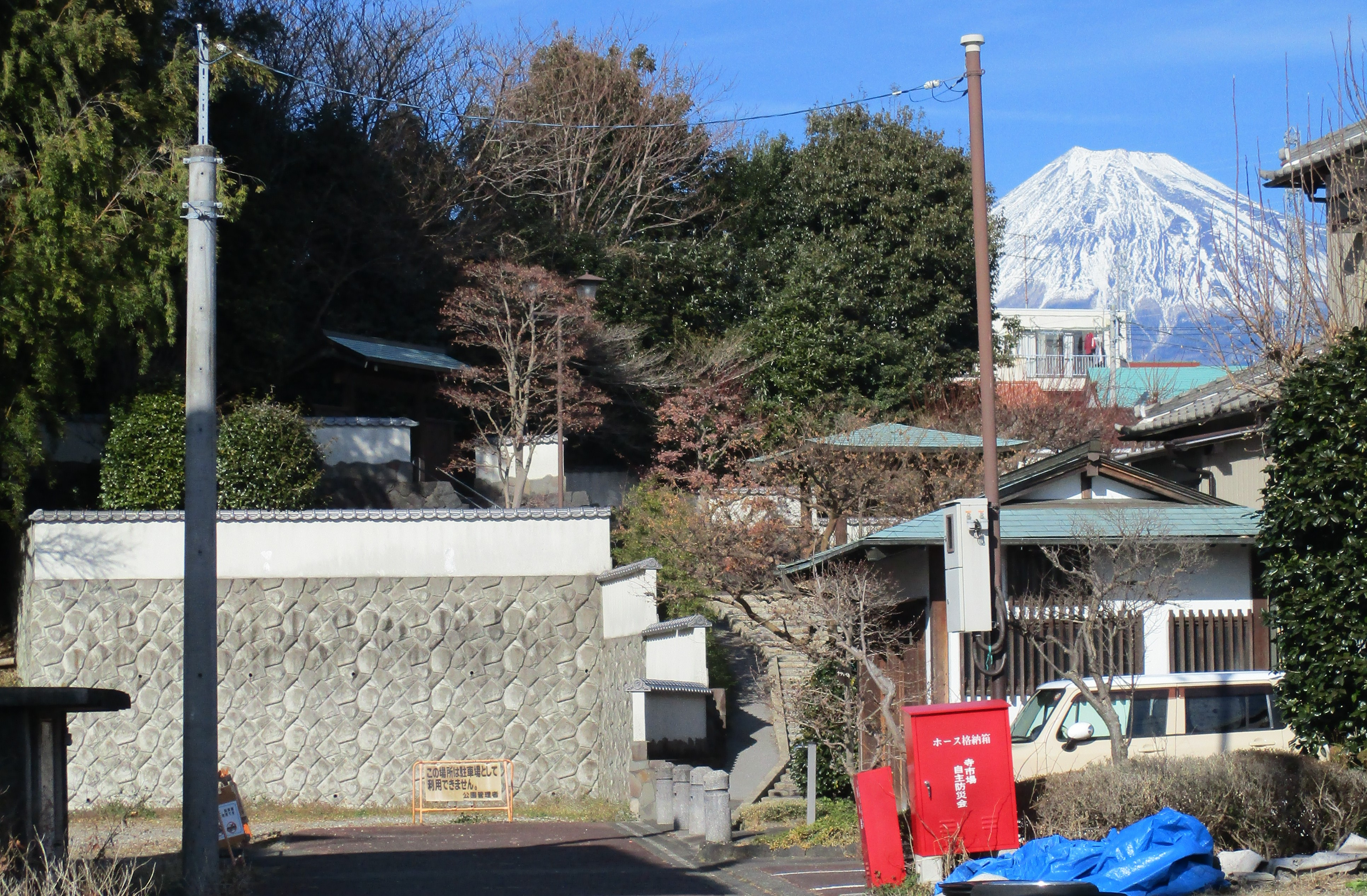
善得寺公園

甲相駿三国同盟は別に「善得寺会盟（善得寺の会盟、善徳寺の会盟、または会盟を会談）」と呼ばれることがある。また「善得寺会盟」を出来事、甲相駿三国同盟を外交状態と、区別して表記されることもある。が、「善得寺会盟」自体の史実性は否定されている場合も多い。
善徳寺は現在の静岡県富士市今泉に所在した臨済宗寺院で、創建は南北朝時代。善徳寺城と呼ばれる城郭でもあった。今川義元も幼い頃に入山し、後北条氏との争いで焼失するが、その後再建された。
この同盟の功労者として今川氏に仕えた太原雪斎の名がよく挙げられている。雪斎は善得寺で修行していたことがある僧で、主君今川義元に武田氏・北条氏との同盟の重要性を説き、武田信玄と北条氏康をも説得したとされる。
そして、三者の会談の場として、権力から中立である寺院がふさわしく、自身とも縁が深い善得寺を斡旋した、というものである。
この三者会談は小説や歴史ドラマなどにも取り上げられることが多く、武田信玄、北条氏康、今川義元の三人が実際に顔を合わせて盟約について話し合った様子が描かれている。有名なものでは、NHKの大河ドラマ『武田信玄』で、三人が富士山の見る方角について和やかにかつ敵愾心を持って会談する場面がある。
しかし、このように戦国大名が直に対面する機会は全体から見ると非常に希であること、この「会盟」の出典が北条側の軍伝のみであり「会盟」の記録に誤った部分があること、またこの時期の武田氏は、すでに上杉氏との争いで予断を許さない状況にあり、信玄の出席に現実味がないことなどから、「善得寺会盟」なる逸話は創作であるとされるのが一般的である。
ただし、大石泰史は同盟が締結された時期に善徳寺のすぐ近くにあり「境目の城」として機能していた興国寺城が大規模な改築を行われていることを指摘し、興国寺城で同盟に関する重要な協議が行われ、興国寺会盟と呼ぶべき会談が行われたのが、後世に誤って近くの善徳寺で行われたと誤伝された可能性もあるとしている。
実際には、太原雪斎の働きかけによって武田氏・北条氏それぞれの重臣が協議を行い、当主の合意が得られた結果、と考えられている。

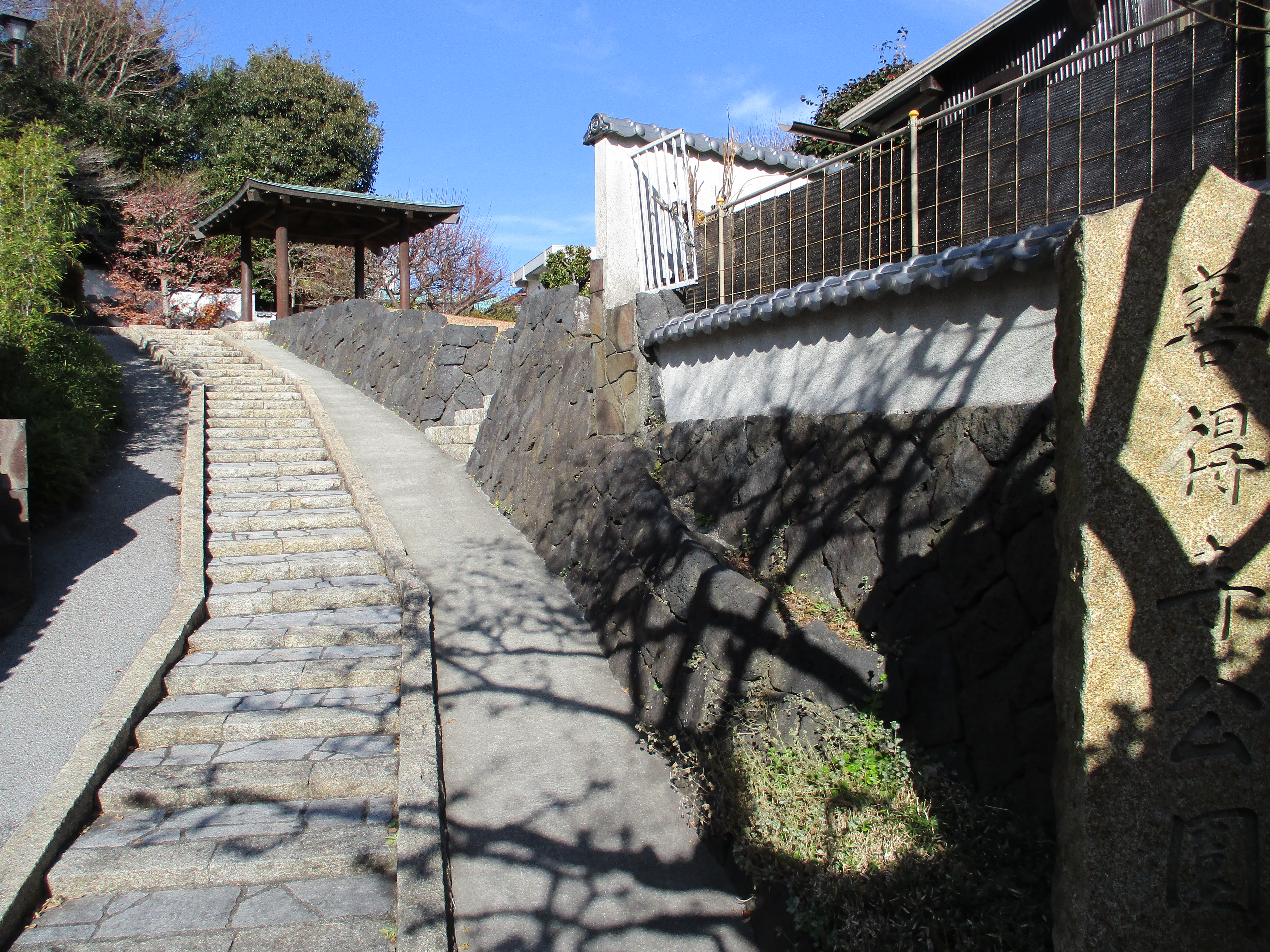
善得寺公園
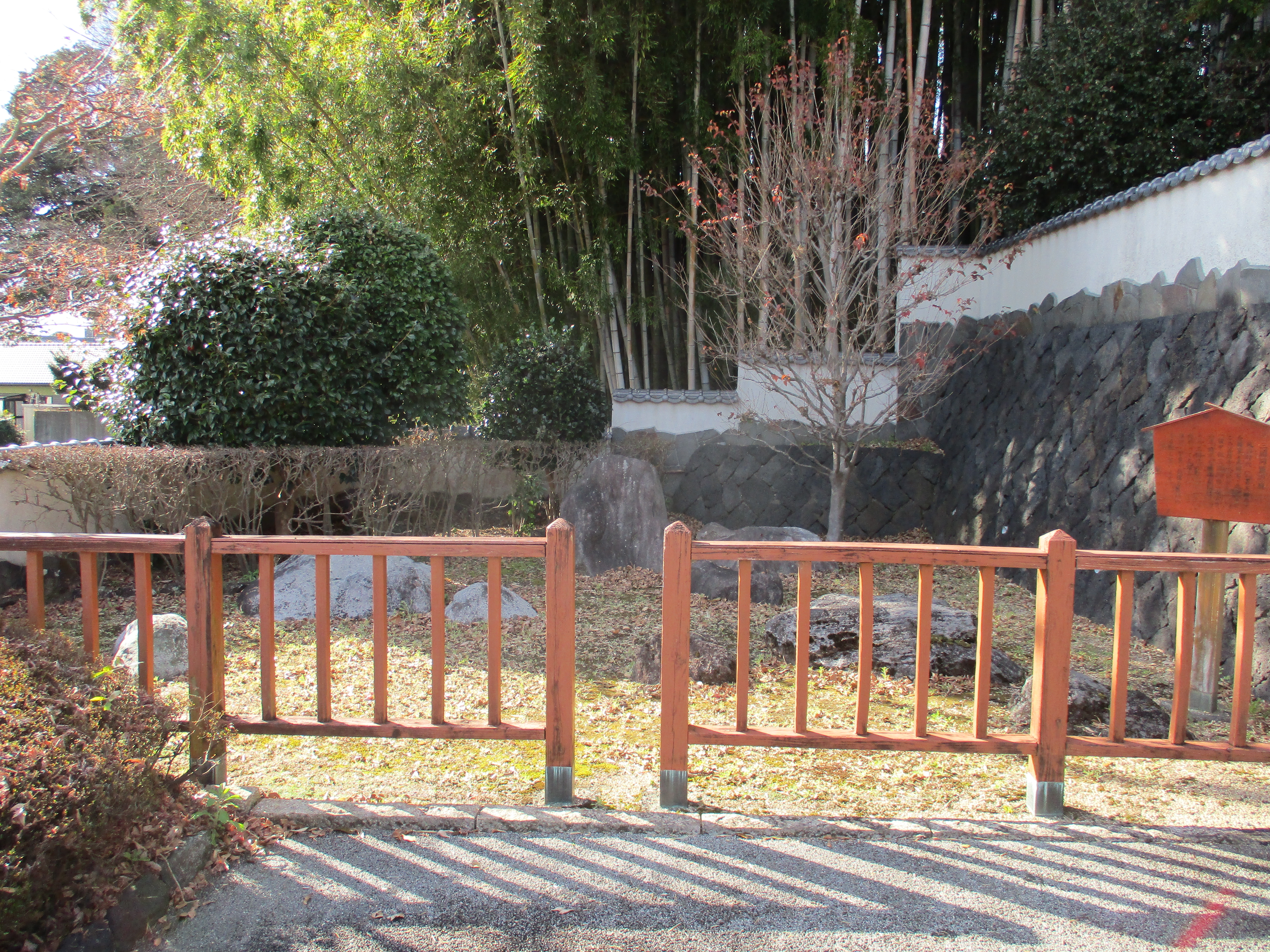
甲州相州駿州それぞれの石が配置してある。

## 外交情勢の変化と三国同盟の崩壊
永禄年間には三国を巡る外交情勢にも変化が生じ、今川氏は尾張国内を統一し台頭していた織田信長と対立し、永禄3年（1560年）には桶狭間の戦いにおいて上洛途上の義元が討死し氏真が当主となるが、今川領国は三河において松平氏（徳川家康）の自立を招くなど動揺を招いた。
一方、武田氏は永禄4年9月の第四次川中島の戦いを契機に川中島四郡の支配を安定させ、上杉氏との抗争は続くものの北信を巡る戦いは収束していた。
ところが、今川氏真が三河を失い、続いて永禄6年（1563年）に遠州忩劇と呼ばれる国衆の大規模反乱が起きると、信玄は穴山信君の重臣である佐野主税助に対して秘かに反乱が駿河にまで広がるようであれば（出陣中の上野国から）急遽帰国して「彼方の調」を行う旨を伝えている。これは氏真が遠江を失い駿河の支配まで揺らぐようだったら今川家臣を調略して駿河に攻める計画を明かしたものと考えられている。実際には反乱が駿河に広がることは無かったが、信玄が同盟の破棄を考え始めたきっかけとして注目される。
武田氏は永禄初年頃より織田氏との外交関係をもっており、信長は永禄11年（1568年）9月に将軍足利義昭を擁立し上洛を行っている。信長は今川の当敵であったもののすでに永禄8年（1565年）に美濃国衆を通じて信玄庶子の高遠領主諏訪勝頼（武田勝頼）との婚姻を成立させていた。同年10月には、武田家において氏真の妹である嶺松院を室とする信玄嫡男の義信が謀反を企てたとして幽閉された。義信事件の背景には武田家中における外交方針の対立があったと考えられている。義信は今川の敵である織田との同盟に反対していたとされる。ただし、近年において武田氏の外交の主たる目的は上杉氏に対抗するためのもので今川と織田の二者択一の必然性がない（出来れば両方と結びたい）ことや義信が過大に今川氏に肩入れしたとする具体的な裏付けがないために外交方針による対立が主要因とは考えられず、家督問題を含めた内政問題が原因であったとする新説も出されている。ただし、この新説も家督問題が同盟国の次世代である今川氏真・北条氏政が早い時期に家督を譲られたことに対して家督を譲られない義信の焦りという側面があること、義信事件が内密に処理されたことで夫人の実家である今川氏から武田氏に対する疑心を生み出した可能性は認めている。
永禄10年（1567年）6月、今川氏真は甲斐への塩止めを敢行した。これが「敵に塩を送る」の故事の由来となる（ただし上杉が実際に塩を送った記録は確認されていない。定価で塩を買える状態を維持していたとする説がある）。10月に、義信が病死。11月には氏真が嶺松院を駿河に帰国させるよう要請した、同盟破棄に繋がる事態になるとして信玄は難色を示している（後に嶺松院は今川家に帰る。出家し、貞春尼と称した。後の時代に貞春尼は徳川秀忠の教育を任され徳川家に仕えている）。氏真は武田氏の当敵にあたる越後上杉氏との同盟関係を模索している（ただし、丸島和洋は武田・徳川による今川領国の分割計画を知った上杉謙信から今川氏真に申し入れがあったとする説を採る）同年12月、氏真と謙信は秘密裏に同盟の交渉を始めたとされる。永禄11年（1568年）に氏真は謙信に対して、何度かの交渉の過程で、氏真は北条や武田との協議事項と機密事項を上杉方に漏らしており重大な同盟違反をしている。対今川戦への布石として、足利義昭と織田信長の仲介により、徳川と武田で同盟を結んでいる。武田氏は徳川氏などに今川領国の分割を持ちかけており、これにより甲相駿三国同盟の破綻が決定的となった。(甲相同盟は継続していることに留意)。黒田基樹は同盟破綻について、今川側は永禄11年（1568年）4月頃、武田側は同年7月頃に認識したとしている。
当時、三国同盟以外に、武田・徳川の今川領国の密約、武田・織田の甲尾同盟、徳川・織田の清洲同盟が交わされ、織田・上杉両氏の間でも外交的なつながりがあった。更に信長の仲介で武田信玄と上杉謙信の和睦が一時的にも成立しており、両者は必ずしも不倶戴天の敵ではなく状況が許されれば和解・連携の可能性が存在し続けていた。こうした状況下で武田・今川両氏ともお互いの外交政策の情報が伝わっており、信玄は氏真による嶺松院の帰還要請や謙信との交渉を同盟破棄に用いようと考えて氏真の非を北条氏などに訴え、一方では武田・北条・上杉による「甲相越三国同盟」成立の噂を流して今川家中を動揺させようとしている。
翌永禄11年（1568年）12月6日、武田氏は徳川氏と共同で駿河今川領国への侵攻を開始する（駿河侵攻）。武田氏は北条氏にも今川領国の割譲を持ちかけているが、伊勢宗瑞（北条早雲）の代から今川氏との友好関係（前述のように今川氏の支援がなければ早雲の出世も不可能であり、両家は言わば義兄弟に近い関係であったという）があったうえ、氏真の正室であった氏康の娘・早川殿が氏真とともに遠江国掛川城へ徒歩で逃げる羽目になったことに氏康は激怒し、駿相同盟を重んじて娘婿・氏真を保護すべく駿河に援軍を出した。これにより武田・北条間の甲相同盟も崩壊する。なお、この際、氏政正室である黄梅院が甲斐に送り返されたとする説があったが、近年これを否定する論拠として黄梅院は北条家にそのまま残って小田原城で暮らしており、永禄12年に氏政の正室として小田原城で生涯を終えた事が、史料の見直しや供養記録の見直しによって明らかにされている。
氏康は嫡孫北条氏直が氏真の後の今川の家督を継ぐ形式を整え、駿河支配の名目を整えた。北条氏は武田氏を攻囲するため越後上杉氏との同盟をもちかけ（越相同盟）、翌永禄12年（1569年）に武田氏は牽制のため北条領国への侵攻を行ったほか（小田原城包囲、三増峠の戦い）、信長・将軍義昭を通じて上杉氏との和睦を図るなど（甲越和与）、三国同盟の崩壊後は将軍義昭・信長政権など中央情勢と連動して展開していくことになる。

## 他の軍事同盟との比較
三国同盟は不可侵条約であるとされているが、共同での軍事行動も幾つか確認されている。また、丸島和洋は三国同盟は援助の約束を伴う軍事同盟であるとする見解を示している。
- 天文23年（1554年）に、今川は信濃国で戦う武田に家臣の一宮宗是等を援軍として派遣している。
- 天文24年（1555年）の第二次川中島の戦いで、今川が武田と長尾の両軍を仲介して和睦を成立させた。
- 永禄3年（1560年）から4年の上杉輝虎の小田原攻撃時（小田原城の戦い）に、今川武田両家は北条に援軍を出し、勝利に貢献した。
- 永禄4年（1561年）第四次川中島の戦いの際、北条今川両家は武田に援軍を出している。詳細は定かでない。
- 永禄6年（1563年）武蔵国松山城攻撃の際、武田北条両家は連合軍を組織し、城を陥落させた。
- 永禄6年（1563年）上野国厩橋城攻撃の際、武田北条両家は連合軍を組織し、城を陥落させた。

## 研究史
戦国期外交の政治的意義については1980年代から研究が展開され、1990年代には三国同盟の形成や機能、解体過程に関する研究が発表され、成立・展開については磯貝正義や小和田哲男、久保田昌希、柴辻俊六らの論考があり、解体過程でも多くの論考が発表されている。
また、三国同盟に関する研究は東国地域史の視点に拠るところが大きかったが、2000年代には同盟崩壊後の武田氏の駿河侵攻や西上作戦は畿内における織田信長・将軍足利義昭の動向と連動している点が指摘され、解体過程については畿内政治史の観点や神田千里の提唱した戦国期「天下」論の観点からも注目されている。